# Вежа Куала-Лумпур
Вежа Куала-Лумпур (малай. Menara Kuala Lumpur; кит.: 吉隆坡塔; також відома як KL Tower) — телекомунікаційна вежа в місті Куала-Лумпур, столиці Малайзії. Вежа була відкрита 23 липня 1996 року. Висота з антеною складає 421 метр, що робить її сьомою найвищою вежею в світі. Без антени висота будівлі 335 метрів. В будівлі є сходи та ліфти, на останньому поверсі розташований ресторан з панорамним вікном. Щорічно відбуваються спортивні змагання - перегони сходами вежі.

## Будівництво

Порівняння Вежі Куала-Лумпур з іншими найвищими вежами світу

1 жовтня 1991 року прем'єр-міністр Малайзії Мохамад Махатхір взяв участь в урочистій церемонії початку будівництва. Реально ж будівництво почалося 4 жовтня 1991 року та відбувалося в три фази:
- розширення пагорбу Нанас, на якому відбувалося будівництво, та викопування котловану. Закінчено 1 серпня 1992 року;
- 1 липня 1992 року розпочалася друга фаза - будівництво фундаменту та підвалу вежі. Було використано приблизно 50,000 кубічних метрів цементу. Закінчено 1 серпня 1993 року;
- третя фаза - будівництво основної будівлі - розпочалося в травні 1994 року. Спочатку було збудовано ствол вежі, потім його верхівку. Після цього почалося спорудження туристичних об'єктів.

13 вересня 1994 відбулася урочиста церемонія завершення будівництва встановленням радіовежі. 
Церемонія відкриття будівлі відбулася 23 липня 1996 року.

## Дивись також
- Вежі Петронас
- Список найвищих будинків світу